# Zihhariya
Zihhariya era una ciutat que va ser el teatre de la cinquena campanya de Mursilis II en el seu sisè any de regnat.
Els seus annals diuen que va anar contra els Kashka que havien ocupat el territori de la muntanya de Tarikarimu a la terra de Zihhariya, des d'on havien amenaçat Hattusa i havien arribat a atacar-la. Els kashka havien conquerit aquell territori en temps del seu avi, probablement Subiluliuma I. Mursilis va atacar la ciutat, va aniquilar els kashka i va assolar el país, incendiant tot el territori de Tarikarimu i deixant-lo desert. Aquesta campanya va ser probablement curta i l'única que va fer en tot aquell any. La seva situació és incerta però segurament era a l'est o sud-est d'Hattusa.